# Limosina hungarica
Limosina hungarica är en tvåvingeart som beskrevs av Villeneuve 1917. Limosina hungarica ingår i släktet Limosina och familjen hoppflugor.
Artens utbredningsområde är Ungern. Inga underarter finns listade i Catalogue of Life.